# 1984-es sakkvilágbajnokság
 Ez a cikk a sakkjátszmák algebrai lejegyzését alkalmazza.
Az 1984-es sakkvilágbajnokság versenysorozata zónaversenyekből, zónaközi döntőkből, a világbajnokjelöltek párosmérkőzéses rendszerű egyenes kieséses versenyéből és a világbajnoki döntőből állt. A döntő a világbajnokjelöltek versenyén győzedelmeskedő Garri Kimovics Kaszparov és az akkori világbajnok szovjet Anatolij Karpov között zajlott. A versenyt Moszkvában vívták 1984. szeptember 10. – 1985. február 15. között. A hat hónapig tartó eseményt a 48. játszma után a FIDE elnöke félbeszakította, és új feltételekkel 1985-ben megismételtette.

## Előzmények
A sakkvilágbajnoki címet Anatolij Karpov 1975-ben a világbajnokjelölti versenysorozat megnyerése után a döntőben játék nélkül szerezte meg, miután az akkor regnáló világbajnok Bobby Fischer olyan követelményeket támasztott a párosmérkőzés lebonyolításával szemben, amit a Nemzetközi Sakkszövetség (FIDE) csak részben tudott elfogadni. Fischer a FIDE feltételeit nem fogadta el, és nem állt ki a mérkőzésre, ezért a szövetség megvonta tőle a világbajnoki címet és Karpovnak adományozta azt. Az 1978-as világbajnoki döntőben Viktor Korcsnoj ellen 6–5 arányban győzött (21 döntetlen mellett), és megvédte világbajnoki címét. Az 1981-es sakkvilágbajnokság döntőjében ismét Viktor Korcsnoj volt a kihívója, és 6–2 arányú győzelmével másodszor is megvédte címét.

### A zónaversenyek
Az 1981/84-es sakkvilágbajnoki ciklusban 12 zónán belül zajlottak a versenyek.
1. zónaMarbella (Spanyolország)
1982. februárban Marbellán rendezték az 1. európai zóna versenyét. A torna két szakaszból állt: először két 11 fős csoportra osztották a 22 résztvevőt, akik körmérkőzésen mérték össze erejüket. Mindkét csoportból az első négy helyezett jutott a nyolcfős döntőbe, ahol ismét körmérkőzést vívtak. Három versenyző juthatott tovább, ezért az élen kialakult négyes holtverseny miatt rájátszás következett. A rájátszás során is mind a négy versenyző azonos pontszámot ért el, így az eredeti verseny pontértékelése alapján az angol Mestel, a holland Van der Wiel és az angol Nunn jutott tovább.
2. zónaRanders (Dánia)
Az európai 2. zóna versenyét 1982. januárban a dániai Randersben rendezték. A 22 résztvevőt itt is két 11 fős csoportba sorolták, majd mindkét csoportból az első négy helyezett jutott tovább a nyolcfős döntőbe, ahonnan az első két helyezett szerzett kvalifikációt a zónaközi versenyre.  A versenyt a svéd Karlsson nyerte az izraeli Murey előtt.
3. zónaHerkulesfürdő (Románia)
Az európai zóna harmadik versenyére 1982. januárban a romániai Herkulesfürdőn került sor. A 22 résztvevő itt teljes körmérkőzést játszott, és ebből a zónából öt versenyző kvalifikálhatta magát a zónaközi versenyre. Az első helyen a magyar Ribli Zoltán végzett, a 2–3. helyet a magyar Sax Gyula és a román Mihai Suba szerezte meg. A 4–7. helyen holtverseny alakult ki két magyar játékos, Lukács Péter, és Pintér József, valamint a román Gheorghiu és a lengyel Sznapik között. A rájátszás során közülük Pintér József és Gheorghiu szerezték meg a továbbjutást jelentő helyeket.
4. zónaJereván (Szovjetunió)
A szovjet zóna versenyére 1982. februárban Jerevánban került sor. A versenyt Juszupov nyerte a holtversenyben 2–3. helyezett Pszahisz és Tukmakov előtt, a negyedik továbbjutó helyet Jefim Geller szerezte meg. A zónaközi versenyen rajtuk kívül még több szovjet versenyző is kvalifikálta magát a korábbi világbajnokjelölti ciklusban elért eredménye (Polugajevszkij, Tal, Szpasszkij és Petroszján), valamint Élő-pontszáma alapján Kaszparov, Beljavszkij és Balasov), és a 61 éves Szmiszlov, akinek a szovjet sakkszövetség szabadkártyát adott.
5. zónaSouth Bend, az Egyesült Államok bajnoksága
Az 1981. júliusban rendezett 28. USA-bajnokság egyúttal a világbajnokság zónaversenyének számított, amelyről három versenyző juthatott tovább. Az élen holtversenyben Browne és Seirawan  végzett. A 3–4. helyen szintén holtverseny alakult ki Christiansen, Kavalek és Reshevsky között. A hármójuk rájátszásán is azonos pontot értek el, így az alapversenyen elért pontszámítás alapján Christiansen jutott a zónaközi döntőbe.
6. zónaMontreal (Kanada)
Az 1981. májusban rendezett Kanada bajnokság egyben zónaversenynek számított, amelyről egy versenyző juthatott tovább. A győzelmet I. Ivanov szerezte meg.
7. zónaManzanillo és Bayamo (Kuba)
A közép-amerikai zóna versenyére 1981. októberben Kubában, két csoportban, Manzanillo és Bayamo városokban került sor. A 26 indulót Élő-pontszám alapján két egyenlő erősségű csoportba osztották, és mindkét csoportból az első helyezett juthatott tovább a zónaközi versenyre. Az egyik csoportban a győzelmet a kubai Guillermo García, a másikban is kubai versenyző, Amador Rodriguez szerezte meg.
8. zónaMorón (Argentína)
Az 1982. márciusban rendezett dél-amerikai zónaversenyről három versenyző juthatott tovább. Az első helyen az argentin Quinteros végzett a brazil Sunye-Neto előtt. A harmadik helyen holtverseny alakult ki Hase és Rubinetti között. A rájátszást at argentin  Rubinetti nyerte, amellyel ő lett a harmadik versenyző, aki ebből a zónából kvalifikálta magát.
9. zónaSharjah (Egyesült Arab Emirátusok)
A nyugat-ázsiai zóna versenyét 1981. szeptember–októberben rendezték az Egyesült Arab Emirátusok harmadik legnagyobb városában, Sharjahban. A versenyt a libanoni Kouatly nyerte, és ezzel kvalifikációt szerzett a zónaközi versenyre.
10. zónaHongkong
A délkelet-Ázsiát és Óceániát magába foglaló 10. zóna versenyének Hongkong adott otthont 1982. februárban. A versenyen résztvevő 22 versenyzőt két csoportba osztották, majd mindkét csoportból az első négy helyezett jutott a nyolcfős döntőbe, amelyből ketten juthattak tovább a zónaközi döntőbe. Ez a holtversenyben győztes két Fülöp-szigeteki versenyzőnek, Torrénak és Rodrigueznek sikerült.
11. zónaBudva (Jugoszlávia)
A Földközi-tenger partvidékét és Afrika északi részét magába foglaló 11. zóna versenyét 1981. októberben a jugoszláviai Budvában rendezték meg. A versenyről két fő szerezhetett kvalifikációt a zónaközi versenyre. A győzelmet a jugoszláv Velimirović szerezte meg, mögötte holtversenyben Cebalo és Hulak végzett, akik között a rájátszás döntött Hulak javára. Ők négyen szereztek jogot a zónaközi versenyen indulásra.
12. zónaTripoli (Líbia)
Az afrikai zóna versenyét 1981. október–novemberben a líbiai Tripoliban rendezték meg, amelyről egy fő szerezhetett kvalifikációt a zónaközi döntőre. A győzelmet a tunéziai Bouaziz szerezte meg, így ő szerzett jogot a zónaközi versenyen indulásra.

### Az 1982-es zónaközi versenyek
Három zónaközi versenyre került sor, amelyekre a zónaversenyeken kvalifikációt szerzetteken kívül indulásra jogosultak az előző világbajnoki versenysorozatban a világbajnokjelöltek párosmérkőzéses szakaszába jutott versenyzők A három zónaközi versenyről az első két-két helyezett jutott tovább a párosmérkőzéses szakaszba.
Zónaközi verseny, Las Palmas, 1982. július
|    | Versenyző          | Ország                    | Élő-p. | 1 | 2 | 3 | 4 | 5 | 6 | 7 | 8 | 9 | 10 | 11 | 12 | 13 | 14 | Pont | S–B[6] |
| -- | ------------------ | ------------------------- | ------ | - | - | - | - | - | - | - | - | - | -- | -- | -- | -- | -- | ---- | ------ |
| 1  | Ribli Zoltán       | Magyarország              | 2580   | - | 1 | ½ | 1 | ½ | ½ | 1 | ½ | ½ | ½  | ½  | 1  | 1  | ½  | 9    |        |
| 2  | Vaszilij Szmiszlov | Szovjetunió               | 2565   | 0 | - | 1 | 0 | ½ | ½ | ½ | ½ | 1 | 1  | 1  | ½  | 1  | 1  | 8½   |        |
| 3  | Mihai Șubă         | Románia                   | 2525   | ½ | 0 | - | 0 | ½ | 1 | 1 | 1 | ½ | 1  | 1  | ½  | 1  | 0  | 8    |        |
| 4  | Vlagyimir Tukmakov | Szovjetunió               | 2555   | 0 | 1 | 1 | - | 1 | ½ | ½ | 0 | 1 | ½  | 0  | ½  | ½  | 1  | 7½   | 48,00  |
| 5  | Tigran Petroszján  | Szovjetunió               | 2605   | ½ | ½ | ½ | 0 | - | 1 | ½ | ½ | ½ | 1  | ½  | 1  | ½  | ½  | 7½   | 47,00  |
| 6  | Jan Timman         | Hollandia                 | 2600   | ½ | ½ | 0 | ½ | 0 | - | ½ | 1 | 1 | ½  | 0  | ½  | ½  | 1  | 6½   | 39,25  |
| 7  | Bent Larsen        | Dánia                     | 2595   | 0 | ½ | 0 | ½ | ½ | ½ | - | 0 | 0 | ½  | 1  | 1  | 1  | 1  | 6½   | 37,50  |
| 8  | Pintér József      | Magyarország              | 2550   | ½ | ½ | 0 | 1 | ½ | 0 | 1 | - | 0 | ½  | ½  | ½  | ½  | ½  | 6    | 39,25  |
| 9  | Jonathan Mestel    | Anglia                    | 2540   | ½ | 0 | ½ | 0 | ½ | 0 | 1 | 1 | - | 0  | 1  | ½  | 0  | 1  | 6    | 36,00  |
| 10 | Lev Pszahisz       | Szovjetunió               | 2615   | ½ | 0 | 0 | ½ | 0 | ½ | ½ | ½ | 1 | -  | ½  | ½  | ½  | 1  | 6    | 35,00  |
| 11 | Lars Karlsson      | Svédország                | 2505   | ½ | 0 | 0 | 1 | ½ | 1 | 0 | ½ | 0 | ½  | -  | ½  | ½  | ½  | 5½   | 35,25  |
| 12 | Slim Bouaziz       | Tunézia                   | 2360   | 0 | ½ | ½ | ½ | 0 | ½ | 0 | ½ | ½ | ½  | ½  | -  | ½  | 1  | 5½   | 32,75  |
| 13 | Jaime Sunye Neto   | Brazília                  | 2500   | 0 | 0 | 0 | ½ | ½ | ½ | 0 | ½ | 1 | ½  | ½  | ½  | -  | 1  | 5½   | 31,25  |
| 14 | Walter Browne      | Amerikai Egyesült Államok | 2590   | ½ | 0 | 1 | 0 | ½ | 0 | 0 | ½ | 0 | 0  | ½  | 0  | 0  | -  | 3    |        |
Zónaközi verseny, Moszkva, 1982. szeptember
|    | Versenyző                 | Ország                    | Élő-p. | 1 | 2 | 3 | 4 | 5 | 6 | 7 | 8 | 9 | 10 | 11 | 12 | 13 | 14 | Pont | S–B[6] |
| -- | ------------------------- | ------------------------- | ------ | - | - | - | - | - | - | - | - | - | -- | -- | -- | -- | -- | ---- | ------ |
| 1  | Garri Kaszparov           | Szovjetunió               | 2675   | - | ½ | ½ | ½ | ½ | ½ | 1 | 1 | 1 | 1  | 1  | 1  | 1  | ½  | 10   |        |
| 2  | Alekszandr Beljavszkij    | Szovjetunió               | 2620   | ½ | - | 1 | ½ | 1 | 1 | 0 | 0 | 1 | 1  | 0  | 1  | ½  | 1  | 8½   |        |
| 3  | Mihail Tal                | Szovjetunió               | 2610   | ½ | 0 | - | ½ | ½ | ½ | 1 | ½ | ½ | 1  | 1  | ½  | 1  | ½  | 8    | 48,00  |
| 4  | Ulf Andersson             | Svédország                | 2610   | ½ | ½ | ½ | - | 0 | ½ | 1 | ½ | ½ | ½  | 1  | 1  | ½  | 1  | 8    | 47,50  |
| 5  | Jefim Geller              | Szovjetunió               | 2565   | ½ | 0 | ½ | 1 | - | ½ | ½ | 0 | 1 | 1  | ½  | ½  | 1  | ½  | 7½   | 46,50  |
| 6  | Guillermo Garcia Gonzales | Kuba                      | 2500   | ½ | 0 | ½ | ½ | ½ | - | 1 | 1 | 0 | 1  | 1  | ½  | 0  | 1  | 7½   | 45,25  |
| 7  | Jacob Murey               | Izrael                    | 2500   | 0 | 1 | 0 | 0 | ½ | 0 | - | 1 | ½ | ½  | ½  | ½  | 1  | 1  | 6½   |        |
| 8  | Sax Gyula                 | Magyarország              | 2560   | 0 | 1 | ½ | ½ | 1 | 0 | 0 | - | ½ | ½  | 0  | ½  | ½  | 1  | 6    | 37,50  |
| 9  | Larry Christiansen        | Amerikai Egyesült Államok | 2505   | 0 | 0 | ½ | ½ | 0 | 1 | ½ | ½ | - | 0  | ½  | ½  | 1  | 1  | 6    | 34,25  |
| 10 | Dragoljub Velimirović     | Jugoszlávia               | 2495   | 0 | 0 | 0 | ½ | 0 | 0 | ½ | ½ | 1 | -  | ½  | 1  | 1  | ½  | 5½   |        |
| 11 | John van der Wiel         | Hollandia                 | 2520   | 0 | 1 | 0 | 0 | ½ | 0 | ½ | 1 | ½ | ½  | -  | ½  | 0  | ½  | 5    | 31,25  |
| 12 | Florin Gheorghiu          | Jugoszlávia               | 2535   | 0 | 0 | ½ | 0 | ½ | ½ | ½ | ½ | ½ | 0  | ½  | -  | 1  | ½  | 5    | 29,25  |
| 13 | Ruben Rodriguez           | Fülöp-szigetek            | 2415   | 0 | ½ | 0 | ½ | 0 | 1 | 0 | ½ | 0 | 0  | 1  | 0  | -  | 1  | 4½   |        |
| 14 | Miguel Quinteros          | Argentína                 | 2520   | ½ | 0 | ½ | 0 | ½ | 0 | 0 | 0 | 0 | ½  | ½  | ½  | 0  | -  | 3    |        |
Zónaközi verseny, Toluca, 1982. augusztus
|    | Versenyző          | Ország                    | Élő-p. | 1 | 2 | 3 | 4 | 5 | 6 | 7 | 8 | 9 | 10 | 11 | 12 | 13 | 14 | Pont | S–B[6] |
| -- | ------------------ | ------------------------- | ------ | - | - | - | - | - | - | - | - | - | -- | -- | -- | -- | -- | ---- | ------ |
| 1  | Portisch Lajos     | Magyarország              | 2625   | - | ½ | 1 | ½ | 1 | ½ | 0 | 1 | 1 | 1  | ½  | 1  | 1  | ½  | 8½   | 51,75  |
| 2  | Eugenio Torre      | Fülöp-szigetek            | 2535   | ½ | - | ½ | 0 | ½ | 1 | 1 | ½ | ½ | ½  | 1  | ½  | 1  | 1  | 8½   | 51,00  |
| 3  | Borisz Szpasszkij  | Franciaország             | 2610   | 0 | ½ | - | ½ | ½ | ½ | ½ | ½ | ½ | 1  | 1  | 1  | ½  | 1  | 8    |        |
| 4  | Igor Ivanov        | Kanada                    | 2505   | ½ | 1 | ½ | - | ½ | ½ | ½ | ½ | ½ | ½  | 1  | ½  | 0  | 1  | 7½   | 48,00  |
| 5  | Artur Juszupov     | Szovjetunió               | 2555   | 1 | ½ | ½ | ½ | - | ½ | ½ | ½ | ½ | 0  | ½  | 1  | ½  | 1  | 7½   | 46,00  |
| 6  | Lev Polugajevszkij | Szovjetunió               | 2610   | ½ | 0 | ½ | ½ | ½ | - | 1 | ½ | ½ | ½  | ½  | ½  | 1  | 1  | 7½   | 44,50  |
| 7  | Yasser Seirawan    | Amerikai Egyesült Államok | 2595   | 1 | 0 | ½ | ½ | ½ | 0 | - | 0 | 1 | 1  | ½  | ½  | 1  | 1  | 7½   | 44,25  |
| 8  | John Nunn          | Anglia                    | 2565   | 0 | ½ | ½ | ½ | ½ | ½ | 1 | - | ½ | ½  | ½  | ½  | ½  | 1  | 7    |        |
| 9  | Jurij Balasov      | Szovjetunió               | 2555   | 0 | ½ | ½ | ½ | ½ | ½ | 0 | ½ | - | 1  | 0  | 1  | ½  | 1  | 6½   | 38,00  |
| 10 | Adorján András     | Magyarország              | 2510   | 0 | ½ | 0 | ½ | 1 | ½ | 0 | ½ | 0 | -  | 1  | ½  | 1  | 1  | 6½   | 36,75  |
| 11 | Krunoslav Hulak    | Jugoszlávia               | 2495   | ½ | 0 | 0 | 0 | ½ | ½ | ½ | ½ | 1 | 0  | -  | ½  | ½  | 1  | 5½   |        |
| 12 | Jorge Rubinetti    | Argentína                 | 2415   | 0 | ½ | 0 | ½ | 0 | ½ | ½ | ½ | 0 | ½  | ½  | -  | ½  | 0  | 4    | 27,00  |
| 13 | Amador Rodriguez   | Kuba                      | 2480   | 0 | 0 | ½ | 1 | ½ | 0 | 0 | ½ | ½ | 0  | ½  | ½  | -  | 0  | 4    | 26,75  |
| 14 | Bachar Kouatly     | Libanon                   | 2440   | ½ | 0 | 0 | 0 | 0 | 0 | 0 | 0 | 0 | 0  | 0  | 1  | 1  | -  | 2½   |        |

### A világbajnokjelöltek versenye
A zónaközi versenyről továbbjutott versenyzők, akikhez az előző világbajnokjelölti verseny két döntőse csatlakozott, egy kieséses rendszerű, párosmérkőzésekből álló versenyen vettek részt, amelynek győztese szerezte meg a világbajnok kihívásának jogát. A versenysorozatot Garri Kaszparov nyerte, így a következő évben ő küzdhetett meg Anatolij Karpovval a címért.
|  |                                         |                        |                         |                         |    |                 |                           |           |  |  |       |       |       |
|  | Negyeddöntők                            | Negyeddöntők           | Negyeddöntők            |                         |    | Elődöntők       | Elődöntők                 | Elődöntők |  |  | Döntő | Döntő | Döntő |
|  | Negyeddöntők                            | Negyeddöntők           | Negyeddöntők            |                         |    | Elődöntők       | Elődöntők                 | Elődöntők |  |  | Döntő | Döntő | Döntő |
|  | Moszkva, 1983                           |                        |                         |                         |    |                 |                           |           |  |  |       |       |       |
|  |                                         |                        |                         |                         |    |                 |                           |           |  |  |       |       |       |
|  | Garri Kaszparov                         | Garri Kaszparov        | 6                       |                         |    |                 |                           |           |  |  |       |       |       |
|  | Garri Kaszparov                         | Garri Kaszparov        | 6                       | London, 1983. nov.–dec. |    |                 |                           |           |  |  |       |       |       |
|  | Alekszandr Beljavszkij                  | Alekszandr Beljavszkij | 3                       |                         |    |                 |                           |           |  |  |       |       |       |
|  | Alekszandr Beljavszkij                  | Alekszandr Beljavszkij | 3                       |                         |    | Garri Kaszparov | Garri Kaszparov           | 7         |  |  |       |       |       |
|  | Bad Kissingen, 1983                     |                        |                         |                         |    | Garri Kaszparov | Garri Kaszparov           | 7         |  |  |       |       |       |
|  |                                         |                        | Viktor Korcsnoj         | Viktor Korcsnoj         | 4  |                 |                           |           |  |  |       |       |       |
|  | Portisch Lajos                          | Portisch Lajos         | Viktor Korcsnoj         | Viktor Korcsnoj         | 4  | 3               |                           |           |  |  |       |       |       |
|  | Portisch Lajos                          | Portisch Lajos         |                         |                         |    | 3               | Vilnius, 1984. márc.–ápr. |           |  |  |       |       |       |
|  | Viktor Korcsnoj                         | Viktor Korcsnoj        | 6                       |                         |    |                 |                           |           |  |  |       |       |       |
|  | Viktor Korcsnoj                         | Viktor Korcsnoj        | 6                       |                         |    | Garri Kaszparov | Garri Kaszparov           | 8½        |  |  |       |       |       |
|  | Alicante, 1983                          |                        |                         |                         |    | Garri Kaszparov | Garri Kaszparov           | 8½        |  |  |       |       |       |
|  |                                         |                        | Vaszilij Szmiszlov      | Vaszilij Szmiszlov      | 4½ |                 |                           |           |  |  |       |       |       |
|  | Ribli Zoltán                            | Ribli Zoltán           | Vaszilij Szmiszlov      | Vaszilij Szmiszlov      | 4½ | 6               |                           |           |  |  |       |       |       |
|  | Ribli Zoltán                            | Ribli Zoltán           | London, 1983. nov.–dec. |                         |    | 6               |                           |           |  |  |       |       |       |
|  | Eugenio Torre                           | Eugenio Torre          | 4                       |                         |    |                 |                           |           |  |  |       |       |       |
|  | Eugenio Torre                           | Eugenio Torre          | 4                       |                         |    | Ribli Zoltán    | Ribli Zoltán              | 4½        |  |  |       |       |       |
|  | Velden am Wörther See, 1983. márc.–ápr. |                        |                         |                         |    | Ribli Zoltán    | Ribli Zoltán              | 4½        |  |  |       |       |       |
|  |                                         |                        | Vaszilij Szmiszlov      | Vaszilij Szmiszlov      | 6½ |                 |                           |           |  |  |       |       |       |
|  | Robert Hübner                           | Robert Hübner          | Vaszilij Szmiszlov      | Vaszilij Szmiszlov      | 6½ | 7               |                           |           |  |  |       |       |       |
|  | Robert Hübner                           | Robert Hübner          |                         |                         |    |                 |                           |           |  |  |       |       |       |
|  | Vaszilij Szmiszlov                      | Vaszilij Szmiszlov     | 7                       |                         |    |                 |                           |           |  |  |       |       |       |
|  | Vaszilij Szmiszlov                      | Vaszilij Szmiszlov     | 7                       |                         |    |                 |                           |           |  |  |       |       |       |
|  |                                         |                        |                         |                         |    |                 |                           |           |  |  |       |       |       |

A Szmiszlov–Hübner mérkőzés kétszeri rájátszás után is döntetlennel ért véget, ezért rulettkeréken sorsolták ki a továbbjutó személyét. Ez Szmiszlovnak kedvezett, így ő jutott be a legjobb négy közé.

## A világbajnokság döntője

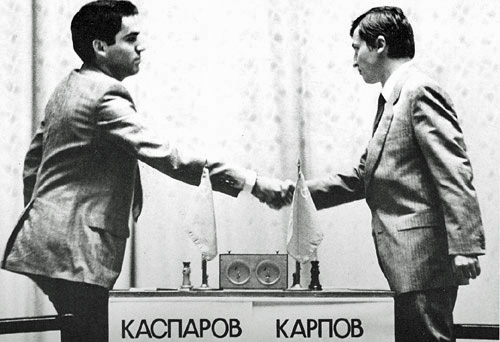
Kaszparov-Karpov
sakkvilágbajnoki döntőn

### Az egymás elleni eredményeik
A világbajnoki döntő előtt 5 alkalommal vívtak egymással versenyjátszmát, amelyek közül Karpov egyet nyert, még 1975-ben (Kaszparov 12 éves volt ekkor), a többi négy mérkőzés döntetlenül végződött.
Kaszparov 1982. szeptemberben vette át a vezetést a világranglistán Karpovtól,  és azóta változatlan volt a helyzet, a két fél foglalta el az első két helyet. A mérkőzés kezdetén a Chessmetrics historikus pontszámítása szerint Kaszparov 2844 ponttal állt az élen, Karpov a 2. helyet foglalta el 2811 ponttal. A Nemzetközi Sakkszövetség (FIDE) nem sokkal korábban bevezetett, és akkoriban még csak félévente egyszer frissített ranglistája szerint is Kaszparov rendelkezett a legmagasabb Élő-pontszámmal, az 1984. júliustól érvényes lista szerint 2715-tel, Karpov itt is a második helyen állt 2705 ponttal.

### A párosmérkőzés szabályai
A világbajnoki döntőben az előző döntővel megegyező módon a játszmák száma nem volt korlátozva, és győztesnek azt tekintették, aki előbb ér el hat győzelmet, és a döntetleneket az eredmény szempontjából  nem veszik figyelembe. 2,5 óra állt rendelkezésre 40 lépés megtételéhez, majd óránként 16 lépést kellett tenni. Ötórányi játék után a játszma függőben maradt, amelyet másnap folytattak.

### A mérkőzés lefolyása
Karpov a 3., a 6., a 7. és a 9. játszmát megnyerve már 4–0-ra vezetett. Ezután 17 döntetlen következett, majd a 27. játszmát megnyerve Karpov előnye már 5–0-ra nőtt. Kaszparov a 32. játszmában szépített. Ezután ismét 14 döntetlennel folytatták. A 47. és a 48. játszmát nyerve Kaszparov már 5–3-ra feljött, amikor Florencio Campomanes, a Nemzetközi Sakkszövetség (FIDE) elnöke egy váratlan és vitatható döntést hozott: a mérkőzést félbeszakította, amely döntés ellen mindkét versenyző tiltakozott. Indoklásában a mérkőzés elnyúlására (ekkor már hat hónapja játszottak), és a mérkőző felek egészségi állapotának érdekeire hivatkozott. A világbajnoki döntő megismétlését írta elő korlátozott idő alatt befejezhető, 24 játszmából álló párosmérkőzésen, amelyre néhány hónap múlva, 1985-ben került sor.

### A játszmánkénti eredmények
| Anatolij Karpov | ½  | ½  | 1  | ½  | ½  | 1  | 1  | ½  | 1  | ½  | ½  | ½  | ½  | ½  | ½  | ½  | ½  | ½  | ½  | ½  | ½  | ½  | ½  | ½  |       |      |
| Garri Kaszparov | ½  | ½  | 0  | ½  | ½  | 0  | 0  | ½  | 0  | ½  | ½  | ½  | ½  | ½  | ½  | ½  | ½  | ½  | ½  | ½  | ½  | ½  | ½  | ½  |       |      |
|                 | 25 | 26 | 27 | 28 | 29 | 30 | 31 | 32 | 33 | 34 | 35 | 36 | 37 | 38 | 39 | 40 | 41 | 42 | 43 | 44 | 45 | 46 | 47 | 48 | Nyert | Pont |
| Anatolij Karpov | ½  | ½  | 1  | ½  | ½  | ½  | ½  | 0  | ½  | ½  | ½  | ½  | ½  | ½  | ½  | ½  | ½  | ½  | ½  | ½  | ½  | ½  | 0  | 0  | 5     | 25   |
| Garri Kaszparov | ½  | ½  | 0  | ½  | ½  | ½  | ½  | 1  | ½  | ½  | ½  | ½  | ½  | ½  | ½  | ½  | ½  | ½  | ½  | ½  | ½  | ½  | 1  | 1  | 3     | 23   |

### A világbajnoki döntő játszmái
A mérkőzés összes játszmája megtalálható a Chessgames honlapján. A döntéssel végződött játszmák:
3. játszma Karpov–Kaszparov 1–0 31 lépés
Szicíliai védelem, Paulsen-változat ECO B44
1.e4 c5 2.Hf3 e6 3.d4 cxd4 4.Hxd4 Hc6 5.Hb5 d6 6.c4 Hf6 7.H1c3 a6 8.Ha3 Fe7 9.Fe2 O-O 10.O-O b6 11.Fe3 Fb7 12.Vb3 Ha5 13.Vxb6 Hxe4 14.Hxe4 Fxe4 15.Vxd8 Fxd8 16.Bad1 d5 17.f3 Ff5 18.cxd5 exd5 19.Bxd5 Fe6 20.Bd6 Fxa2 21.Bxa6 Bb8 22.Fc5 Be8 23.Fb5 Be6 24.b4 Hb7 25.Ff2 Fe7 26.Hc2 Fd5 27.Bd1 Fb3 28.Bd7 Bd8 29.Bxe6 Bxd7 30.Be1 Bc7 31.Fb6 1-0
6. játszma Kaszparov–Karpov 0–1 70 lépés
Vezérindiai védelem, Fianchetto ECO E15
1.d4 Hf6 2.c4 e6 3.Hf3 b6 4.g3 Fa6 5.b3 Fb4+ 6.Fd2 Fe7 7.Fg2 O-O 8.O-O d5 9.He5 c6 10.Fc3 Hfd7 11.Hxd7 Hxd7 12.Hd2 Bc8 13.e4 b5 14.Be1 dxc4 15.bxc4 Hb6 16.cxb5 cxb5 17.Bc1 Fa3 18.Bc2 Ha4 19.Fa1 Bxc2 20.Vxc2 Va5 21.Vd1 Bc8 22.Hb3 Vb4 23.d5 exd5 24.exd5 Hc3 25.Vd4 Vxd4 26.Hxd4 Hxa2 27.Hc6 Fc5 28.Fh3 Ba8 29.Fd4 Fxd4 30.Hxd4 Kf8 31.d6 Hc3 32.Hc6 Fb7 33.Fg2 Be8 34.He5 f6 35.d7 Bd8 36.Fxb7 fxe5 37.Fc6 Ke7 38.Fxb5 Hxb5 39.Bxe5+ Kxd7 40.Bxb5 Kc6 41.Bh5 h6 42.Be5 Ba8 43.Ba5 Kb6 44.Ba2 a5 45.Kf1 a4 46.Ke2 Kc5 47.Kd2 a3 48.Kc1 Kd4 49.f4 Ke4 50.Kb1 Bb8+ 51.Ka1 Bb2 52.Bxa3 Bxh2 53.Kb1 Bd2 54.Ba6 Kf5 55.Ba7 g5 56.Ba6 g4 57.Bxh6 Bg2 58.Bh5+ Ke4 59.f5 Bf2 60.Kc1 Kf3 61.Kd1 Kxg3 62.Ke1 Kg2 63.Bg5 g3 64.Bh5 Bf4 65.Ke2 Be4+ 66.Kd3 Kf3 67.Bh1 g2 68.Bh3+ Kg4+ 69.Bh8 Bf4 70.Ke2 Bxf5 0-1
7. játszma Karpov–Kaszparov 1–0 44 lépés
Tarrasch-védelem karlsbadi változat ECO D34
1.d4 d5 2.c4 e6 3.Hf3 c5 4.cxd5 exd5 5.g3 Hf6 6.Fg2 Fe7 7.O-O O-O 8.Hc3 Hc6 9.Fg5 cxd4 10.Hxd4 h6 11.Fe3 Be8 12.Vb3 Ha5 13.Vc2 Fg4 14.Hf5 Bc8 15.Hxe7+ Bxe7 16.Bad1 Ve8 17.h3 Fh5 18.Fxd5 Fg6 19.Vc1 Hxd5 20.Bxd5 Hc4 21.Fd4 Bec7 22.b3 Hb6 23.Be5 Vd7 24.Ve3 f6 25.Bc5 Bxc5 26.Fxc5 Vxh3 27.Bd1 h5 28.Bd4 Hd7 29.Fd6 Ff7 30.Hd5 Fxd5 31.Bxd5 a6 32.Ff4 Hf8 33.Vd3 Vg4 34.f3 Vg6 35.Kf2 Bc2 36.Ve3 Bc8 37.Ve7 b5 38.Bd8 Bxd8 39.Vxd8 Vf7 40.Fd6 g5 41.Va8 Kg7 42.Vxa6 Vd7 43.Fxf8+ Kxf8 44.Vxf6+ 1-0
9. játszma Karpov–Kaszparov 1–0 70 lépés
Tarrasch-védelem karlsbadi változat ECO D34
1.d4 d5 2.c4 e6 3.Hf3 c5 4.cxd5 exd5 5.g3 Hf6 6.Fg2 Fe7 7.O-O O-O 8.Hc3 Hc6 9.Fg5 cxd4 10.Hxd4 h6 11.Fe3 Be8 12.Vb3 Ha5 13.Vc2 Fg4 14.Hf5 Bc8 15.Fd4 Fc5 16.Fxc5 Bxc5 17.He3 Fe6 18.Bad1 Vc8 19.Va4 Bd8 20.Bd3 a6 21.Bfd1 Hc4 22.Hxc4 Bxc4 23.Va5 Bc5 24.Vb6 Bd7 25.Bd4 Vc7 26.Vxc7 Bdxc7 27.h3 h5 28.a3 g6 29.e3 Kg7 30.Kh2 Bc4 31.Ff3 b5 32.Kg2 B7c5 33.Bxc4 Bxc4 34.Bd4 Kf8 35.Fe2 Bxd4 36.exd4 Ke7 37.Ha2 Fc8 38.Hb4 Kd6 39.f3 Hg8 40.h4 Hh6 41.Kf2 Hf5 42.Hc2 f6 43.Fd3 g5 44.Fxf5 Fxf5 45.He3 Fb1 46.b4 gxh4 47.Hg2 hxg3 48.Kxg3 Ke6 49.Hf4+ Kf5 50.Hxh5 Ke6 51.Hf4+ Kd6 52.Kg4 Fc2 53.Kh5 Fd1 54.Kg6 Ke7 55.Hxd5+ Ke6 56.Hc7+ Kd7 57.Hxa6 Fxf3 58.Kxf6 Kd6 59.Kf5 Kd5 60.Kf4 Fh1 61.Ke3 Kc4 62.Hc5 Fc6 63.Hd3 Fg2 64.He5+ Kc3 65.Hg6 Kc4 66.He7 Fb7 67.Hf5 Fg2 68.Hd6+ Kb3 69.Hxb5 Ka4 70.Hd6 1-0
27. játszma Karpov–Kaszparov 1–0 59 lépés
Elhárított vezércsel, háromhuszáros változat ECO D55
1.Hf3 d5 2.d4 Hf6 3.c4 e6 4.Hc3 Fe7 5.Fg5 h6 6.Fxf6 Fxf6 7.e3 O-O 8.Vc2 c5 9.dxc5 dxc4 10.Fxc4 Va5 11.O-O Fxc3 12.Vxc3 Vxc3 13.bxc3 Hd7 14.c6 bxc6 15.Bab1 Hb6 16.Fe2 c5 17.Bfc1 Fb7 18.Kf1 Fd5 19.Bb5 Hd7 20.Ba5 Bfb8 21.c4 Fc6 22.He1 Bb4 23.Fd1 Bb7 24.f3 Bd8 25.Hd3 g5 26.Fb3 Kf8 27.Hxc5 Hxc5 28.Bxc5 Bd6 29.Ke2 Ke7 30.Bd1 Bxd1 31.Kxd1 Kd6 32.Ba5 f5 33.Ke2 h5 34.e4 fxe4 35.fxe4 Fxe4 36.Bxg5 Ff5 37.Ke3 h4 38.Kd4 e5 39.Kc3 Fb1 40.a3 Be7 41.Bg4 h3 42.g3 Be8 43.Bg7 Bf8 44.Bxa7 Bf2 45.Kb4 Bxh2 46.c5 Kc6 47.Fa4+ Kd5 48.Bd7+ Ke4 49.c6 Bb2+ 50.Ka5 Bb8 51.c7 Bc8 52.Kb6 Ke3 53.Fc6 h2 54.g4 Bh8 55.Bd1 Fa2 56.Be1+ Kf4 57.Be4+ Kg3 58.Bxe5 Kxg4 59.Be2 1-0
32. játszma Kaszparov–Karpov 1–0 41 lépés
Vezérindiai védelem, Kaszparov–Petroszján-változat, Kaszparov-támadás ECO E12
1.d4 Hf6 2.c4 e6 3.Hf3 b6 4.Hc3 Fb7 5.a3 d5 6.cxd5 Hxd5 7.Vc2 Hd7 8.Hxd5 exd5 9.Fg5 f6 10.Ff4 c5 11.g3 g6 12.h4 Ve7 13.Fg2 Fg7 14.h5 f5 15.Vd2 Ff6 16.Bc1 Bc8 17.Bc3 Bc6 18.Be3 Be6 19.Bxe6 Vxe6 20.Hg5 Ve7 21.dxc5 Hxc5 22.hxg6 d4 23.g7 Fxg7 24.Fxb7 Vxb7 25.f3 Vd5 26.Bxh7 Bxh7 27.Hxh7 Vb3 28.Fd6 He6 29.Hg5 Fh6 30.Ff4 Fxg5 31.Fxg5 Hxg5 32.Vxg5 Vxb2 33.Vxf5 Vc1+ 34.Kf2 Ve3+ 35.Kf1 Vc1+ 36.Kg2 Vxa3 37.Vh5+ Kd7 38.Vg4+ Kc6 39.Vxd4 b5 40.g4 b4 41.g5 1-0
47. játszma Karpov–Kaszparov 0–1 32 lépés
Elhárított vezércsel, Cambridge–Springs védelem ECO D52
1.Hf3 Hf6 2.c4 e6 3.d4 d5 4.Hc3 c6 5.Fg5 Hbd7 6.e3 Va5 7.cxd5 Hxd5 8.Vd2 H7b6 9.Hxd5 Vxd2+ 10.Hxd2 exd5 11.Fd3 a5 12.a4 Fb4 13.Ke2 Fg4+ 14.f3 Fh5 15.h4 O-O 16.g4 Fg6 17.b3 Fxd3+ 18.Kxd3 Bfe8 19.Bac1 c5 20.Ff4 Bac8 21.dxc5 Hd7 22.c6 bxc6 23.Bhd1 Hc5+ 24.Kc2 f6 25.Hf1 He6 26.Fg3 Bed8 27.Ff2 c5 28.Hd2 c4 29.bxc4 Hc5 30.e4 d4 31.Hb1 d3+ 32.Kb2 d2 0-1
48. játszma Kaszparov–Karpov 1–0 63 lépés
|    | |    |    |    |    |    |    |
|    | \| \| \| \| \| \| \| \| \| \| \| \| \| \| \| \| \| \| \| \| \| \| \| \| \| \| \| \| \| \| \| \| \| \| \| \| \| \| \| \| \| \| \| \| \| \| \| \| \| \| \| \| \| \| \| \| \| \| \| \| \| \| \| \| \| \| \| \| \| \| \| \| |    |    |    |    |    |    |
|    | |    |    |    |    |    |    |
| a8 | b8 | c8 | d8 | e8 | f8 | g8 | h8 |
| a7 | b7 | c7 | d7 | e7 | f7 | g7 | h7 |
| a6 | b6 | c6 | d6 | e6 | f6 | g6 | h6 |
| a5 | b5 | c5 | d5 | e5 | f5 | g5 | h5 |
| a4 | b4 | c4 | d4 | e4 | f4 | g4 | h4 |
| a3 | b3 | c3 | d3 | e3 | f3 | g3 | h3 |
| a2 | b2 | c2 | d2 | e2 | f2 | g2 | h2 |
| a1 | b1 | c1 | d1 | e1 | f1 | g1 | h1 |

| a8 | b8 | c8 | d8 | e8 | f8 | g8 | h8 |
| a7 | b7 | c7 | d7 | e7 | f7 | g7 | h7 |
| a6 | b6 | c6 | d6 | e6 | f6 | g6 | h6 |
| a5 | b5 | c5 | d5 | e5 | f5 | g5 | h5 |
| a4 | b4 | c4 | d4 | e4 | f4 | g4 | h4 |
| a3 | b3 | c3 | d3 | e3 | f3 | g3 | h3 |
| a2 | b2 | c2 | d2 | e2 | f2 | g2 | h2 |
| a1 | b1 | c1 | d1 | e1 | f1 | g1 | h1 |

Orosz játék, klasszikus támadás, Jaenisch-változat ECO C42
1.e4 e5 2.Hf3 Hf6 3.Hxe5 d6 4.Hf3 Hxe4 5.d4 d5 6.Fd3 Hc6 7.O-O Fe7 8.c4 Hf6 9.Hc3 O-O 10.h3 dxc4 11.Fxc4 Ha5 12.Fd3 Fe6 13.Be1 Hc6 14.a3 a6 15.Ff4 Vd7 16.He5 Hxe5 17.dxe5 Hd5 18.Hxd5 Fxd5 19.Vc2 g6 20.Bad1 c6 21.Fh6 Bfd8 22.e6 fxe6 23.Fxg6 Ff8 24.Fxf8 Bxf8 25.Fe4 Bf7 26.Be3 Bg7 27.Bdd3 Bf8 28.Bg3 Kh8 29.Vc3 Bf7 30.Bde3 Kg8 31.Ve5 Vc7 32.Bxg7+ Bxg7 33.Fxd5 Vxe5 34.Fxe6+ Vxe6 35.Bxe6 Bd7 36.b4 Kf7 37.Be3 Bd1+ 38.Kh2 Bc1 39.g4 b5 40.f4 c5 41.bxc5 Bxc5 42.Bd3 Ke7 43.Kg3 a5 44.Kf3 b4 45.axb4 axb4 46.Ke4 Bb5 47.Bb3 Bb8 48.Kd5 Kf6 49.Kc5 Be8 50.Bxb4 Be3 51.h4 Bh3 52.h5 Bh4 53.f5 Bh1 54.Kd5 Bd1+ 55.Bd4 Be1 56.Kd6 Be8 57.Kd7 Bg8 58.h6 Kf7 59.Bc4 Kf6 60.Be4 Kf7 61.Kd6 Kf6 62.Be6+ Kf7 63.Be7+ Kf6 64.Bg7 Bd8+ 65.Kc5 Bd5+ 66.Kc4 Bd4+ 67.Kc3 1-0